# Blue SWAT
Blue SWAT (ブルースワット, Burū Suwatto) é uma série de televisão do gênero tokusatsu pertencente à franquia dos Metal Heroes. Produzida pela Toei Company, foi exibida originalmente entre 30 de janeiro de 1994 e 27 de janeiro de 1995 pela TV Asahi.

## História
Sho, Sara e Sig, são três sobreviventes de uma avançada força militar, que fora totalmente dizimada por um ataque da terrível Máfia Espacial. Os três travam uma luta sem trégua para vingar a morte dos companheiros e salvar a Terra.

## Personagens
- Sho Narumi/Blue SWAT: O líder da equipe.
- Sara Misugi/Purple SWAT: Bela mulher que dá o toque feminino ao trio.
- Sig/Grey SWAT: O mais ponderado e racional do time e terceiro em comando.
- Seiji Usami: Um nerd dos computadores, que foi salvo pela equipe, auxilia os heróis com seus conhecimentos e tecnologia.

## Elenco
- Sho Narumi/Blue SWAT: Souji Masaki
- Sara Misugi/Purple SWAT: Yuka Shiratori
- Sig/Grey SWAT: Kou Domon
- Sumire Asou: Chiko Kanseki
- Seiji Usami: Yuuki Tanaka
- Chife Fuwa: Yoshizou Yamaguchi
- Gold-Platinum: Masaki Terasoma (Voz)
- Jisp: Yuuichirou Komine (Voz)
- Mash J: Ryuuji Kasahara
- Zodor: Shin'ichi Satou
- Reeka: Shin'yuki Nagai
- Yamini: Sachiko Kokuri
- Mademoiselle Q/Queen: Miyuki Nagato
- Narrador: Tsutomu Tareki

## Músicas
Abertura
- "TRUE DREAM"
- Letra e Composição: Kaoru Itō
- Arranjo: Osamu Totsuya
- Artista: Tatsuya Maeda

Encerramento
- "HELLO THERE!"
- Letra e Composição: Kaoru Itō
- Arranjo: Osamu Totsuya
- Artista: Tatsuya Maeda